# Gordon, Texas
Gordon är en ort i Palo Pinto County i Texas. Vid 2010 års folkräkning hade Gordon 478 invånare.